# Pteropus rayneri
Pteropus rayneri is een vleermuis uit het geslacht Pteropus die voorkomt op de Salomonseilanden en de Papoea-Nieuw-Guineese eilanden Bougainville en Buka. In de Salomonseilanden is deze soort gevonden op de eilanden Choiseul, Ghizo, Guadalcanal, Kolombangara, Malaita, Mono, New Georgia, Ranongga, Santa Isabel, Shortland, Simbo en Vella Lavella. Op de eilanden San Cristobal en Rennell komen twee verwante soorten voor, respectievelijk P. cognatus en P. rennelli. Beiden zijn wel als ondersoorten van P. rayneri gezien. Binnen P. rayneri zelf worden nog eens vijf ondersoorten erkend: rayneri Gray, 1870 (sensu stricto) op Guadalcanal en Malaita, grandis Thomas, 1887 op Bougainville, Choiseul, Santa Isabel en Shortland, rubianus Andersen, 1908 en lavallanus Andersen, 1908 in Western Province en monoensis Lawrence, 1945 op Mono.
P. rayneri is een grote, opvallende vleerhond. Dit dier heeft een driekleurige vacht: de schouders zijn oranje, de rug is bruin en het achterwerk geel. De kop-romplengte bedraagt 230 tot 275 mm, de voorarmlengte 163,0 tot 182,4 mm, de tibialengte 74,8 tot 90,5 mm, de oorlengte 27,1 tot 34,7 mm en het gewicht 800 tot 870 g.